# Seo Ji-Yeon
Seo Ji-Yeon (en hangul, 서지연; Seúl, 3 de marzo de 1993) es una deportista surcoreana que compite en esgrima, especialista en la modalidad de sable.
Participó en dos Juegos Olímpicos de Verano en los años 2016 y 2020, obteniendo una medalla de bronce en Tokio 2020 en la prueba por equipos. Ganó una medalla de plata en el Campeonato Mundial de Esgrima, en los años 2017 y 2025.

## Palmarés internacional
| Juegos Olímpicos   | Juegos Olímpicos   | Juegos Olímpicos  | Juegos Olímpicos  |
| Año                | Lugar              | Medalla           | Prueba            |
| ------------------ | ------------------ | ----------------- | ----------------- |
| 2020               | Tokio (Japón)      | Medalla de bronce | Sable por equipos |
| Campeonato Mundial |                    |                   |                   |
| Año                | Lugar              | Medalla           | Prueba            |
| 2017               | Leipzig (Alemania) | Medalla de plata  | Sable por equipos |
| 2025               | Tiflis (Georgia)   | Medalla de plata  | Sable por equipos |